# Danh sách quân chủ Áo
Dưới đây là danh sách những người đứng đầu các thể chế quân chủ ở Áo, với các quân chủ của nhà Babenberg là đến năm 1246 và với nhà Habsburg là đến năm 1918.

## Phiên hầu tước Áo
Phiên hầu quốc Áo, tên gọi khác là Marcha Orientalis, được thành lập vào năm 976 từ đất hầu quốc Pannonia cũ dưới thời Carol. Chứng thực rõ nhất về sự hiện diện của lãnh thổ này là vào năm 996, khi cụm từ "ostarrichi" xuất hiện trong một văn bản viết được gửi đến một tu viện ở vùng Bayern từ vùng đất mà ngày nay là Áo.

### Nhà Babenberg
| Tên                     | Chân dung   | Sinh – mất                                   | Thời gian cai trị                           | Hôn nhân                                                               |
| ----------------------- | ----------- | -------------------------------------------- | ------------------------------------------- | ---------------------------------------------------------------------- |
| Luitpold I Oai phong    | không khung | c. 940 – 10 tháng 7 năm 994                  | 21 tháng 7 năm 976 (?) – 10 tháng 7 năm 994 | Richardis xứ Sualafeldgau 8 người con                                  |
| Heinrich I Mạnh mẽ      | không khung | ? – 23 tháng 6 năm 1018                      | 10 tháng 7 năm 994 – 23 tháng 6 năm 1018    | Không kết hôn                                                          |
| Adalbert I Chiến thắng  | không khung | c. 985 – 26 tháng 5 năm 1055                 | 23 tháng 6 năm 1018 – 26 tháng 5 năm 1055   | Glismod xứ Tây-Sachsen Không có con (?) Frozza Orseolo 8 người con     |
| Ernst Dũng cảm          | không khung | 1027 – 10 tháng 6 năm 1075                   | 26 tháng 5 năm 1055 – 10 tháng 6 năm 1075   | Adelaide xứ Eilenburg 4 người con Swanhilde xứ Ungarnmark Không có con |
| Luitpold II Công bằng   | không khung | 1050 – 12 tháng 10 năm 1095                  | 10 tháng 6 năm 1075 – 12 tháng 10 năm 1095  | Ida xứ Formbach-Ratelnberg 7 người con                                 |
| Luitpold III Tốt bụng   | không khung | 1073 – 15 tháng 11 năm 1136                  | 12 tháng 10 năm 1095 – 15 tháng 11 năm 1136 | Adelheid xứ Perg 1 người con Agnes xứ Waiblingen 18 người con          |
| Adalbert II Sùng đạo    | không khung | c. 13 tháng 2 năm 1307 – 9 tháng 11 năm 1137 | 15 tháng 11 năm 1136 – 9 tháng 11 năm 1137  | Hedwig của Hungary Không có con Adelheid của Ba Lan Không có con       |
| Luitpold IV Hào phóng   | không khung | c. 1108 – 18 tháng 10 năm 1141               | 9 tháng 11 năm 1137 – 18 tháng 10 năm 1141  | Marie xứ Bohemia Không có con                                          |
| Heinrich II Jasomirgott | không khung | 1107 – 13 tháng 1 năm 1177                   | 18 tháng 10 năm 1141 – 17 tháng 9 năm 1156  | Gertrud xứ Süpplingenburg 1 người con Theodora Komnene 3 người con     |

## Công tước Áo

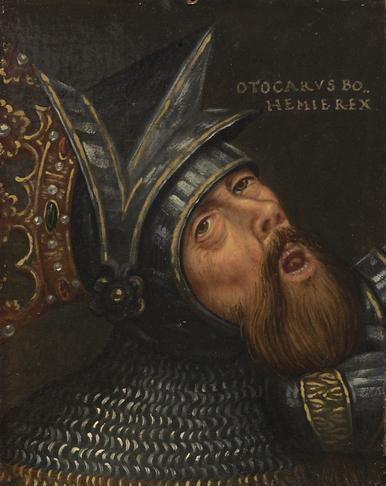
Otakar II xứ Bohemia

Năm 1156, chỉ dụ Privilegium Minus được ban hành, biến Phiên hầu quốc Áo thành một Công quốc, độc lập hoàn toàn khỏi Công quốc Bayern.
| Tên                     | Chân dung   | Sinh – mất                                 | Thời gian cai trị                          | Hôn nhân                                                           |
| ----------------------- | ----------- | ------------------------------------------ | ------------------------------------------ | ------------------------------------------------------------------ |
| Heinrich II Jasomirgott | không khung | 1107 – 13 tháng 1 năm 1177                 | 17 tháng 9 năm 1156 – 13 tháng 1 năm 1177  | Gertrud xứ Süpplingenburg 1 người con Theodora Komnene 3 người con |
| Luitpold V Đức hạnh     | không khung | 1157 – 31 tháng 12 năm 1194                | 13 tháng 1 năm 1177 – 31 tháng 12 năm 1194 | Ilona của Hungary Ít nhất 2 người con                              |
| Friedrich I Công giáo   | không khung | c. 1175 – 16 tháng 4 năm 1198              | 1 tháng 1 năm 1195 – 16 tháng 4 năm 1198   | Không kết hôn                                                      |
| Luitpold VI Vinh quang  | không khung | 15 tháng 10 năm 1176 – 28 tháng 7 năm 1230 | 16 tháng 4 năm 1198 – 28 tháng 7 năm 1230  | Theodora Angelina 7 người con                                      |
| Friedrich II Nóng nảy   | không khung | 25 tháng 4 năm 1211 – 15 tháng 6 năm 1246  | 28 tháng 7 năm 1230 – 15 tháng 6 năm 1246  | Evdokia Laskarina Không có con Agnes xứ Meranien Không có con      |

### Thời kỳ tranh chấp
Sau cái chết bất ngờ của Friedrich II, việc kế thừa Công quốc bị tranh chấp giữa những người đòi yêu sách đến từ hai nhánh thừa kế chính:
- Từ chị của Friedrich II là Margarethe của Áo:
  - Heinrich và Friedrich nhà Hohenstaufen, hai con của bà, người đòi yêu sách trong khoảng thời gian 1246/50 – c.1252.
  - Otakar II xứ Bohemia, chồng bà, người đòi yêu sách trong khoảng thời gian 1251 – 1278.
- Từ cháu gái của Friedrich II là Gertrud của Áo:Friedrich, Phiên hầu tước xứ Baden

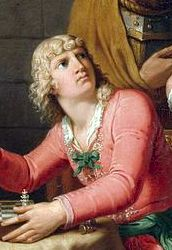
Friedrich, Phiên hầu tước xứ Baden

  - Vladislaus, Phiên hầu tước xứ Monrava, chồng đầu của bà, người đòi yêu sách trong khoảng thời gian 1246 – 1247.
  - Hermann, Phiên hầu tước xứ Baden, chồng thứ hai của bà, người đòi yêu sách trong khoảng thời gian 1248 – 1250.
  - Roman Danylovich, chồng thứ ba của bà, người đòi yêu sách trong khoảng thời gian 1252 – 1253.
  - Friedrich, Phiên hầu tước xứ Baden, con của bà, người đòi yêu sách trong khoảng thời gian c.1253 – 1268.

## Công tước và Đại Công tước Áo của nhà Habsburg
Năm 1278, Rudolf I, Vua của Đức, đánh bại Otakar và nắm quyền kiểm soát toàn bộ đất Áo. Năm 1282, ông chuyển giao cho con trai mình đất Công quốc Áo và xứ Steiermark, theo đó đảm bảo vùng lãnh thổ này nằm dưới sự kiểm soát nhà Habsburg. Áo trở thành vùng lãnh thổ mà nằm dưới sự kiểm soát của gia tộc thêm hơn 600 năm nữa, là trung tâm của nền quân chủ Habsburg và quốc gia Áo hiện nay.
| Tên (Sinh – mất) | Chân dung   | Thời gian cai trị                                      | Phần đất cai trị                           | Hôn nhân | Ghi chú |
| --- | ----------- | ------------------------------------------------------ | ------------------------------------------ | --- | --- |
| Rudolf I (1 tháng 5 năm 1218 – 15 tháng 7 năm 1291) | không khung | 26 tháng 8 năm 1278 – Tháng 12 năm 1282                | Công quốc Áo                               | Gertrud xứ Hohenberg 10 người con Isabelle xứ Bourgogne Không có con                                                         | Thoái vị và nhường ngôi cho 2 người con trai của ông là Albrecht và Rudolf vào năm 1282. |
| Albrecht I (Tháng 7 năm 1255 – 1 tháng 5 năm 1308) | không khung | Tháng 12 năm 1282 – 1 tháng 5 năm 1308                 | Công quốc Áo                               | Elisabeth xứ Görz-Tirol 12 người con                                                                                         | Đồng cai trị cùng người em trai Rudolf II cho đến khi người em này thoái vị ( 1283). Đồng cai trị cùng con ông là Rudolf III trong khoảng thời gian mà ông làm vua nước Đức (1298 – 1308). |
| Rudolf II (c. 1270 – 10 tháng 5 năm 1290) | không khung | Tháng 12 năm 1282 – 1 tháng 6 năm 1283                 | Công quốc Áo                               | Agnes xứ Bohemia 1 người con                                                                                                 | Đồng cai trị cùng người anh trai Albrecht I. |
| Rudolf III (c. 1282 – 3/4 tháng 7 năm 1307) | không khung | 21 tháng 11 năm 1298 – 3/4 tháng 7 năm 1307            | Công quốc Áo                               | Blanche của Pháp3 người con Ryksa Elżbieta của Ba Lan Không có con                                                           | Đồng cai trị cùng cha là Albrecht I cho đến năm 1307. |
| Friedrich I/III (c. 1289 – 13 tháng 1 năm 1330) | không khung | 1 tháng 5 năm 1308 – 13 tháng 1 năm 1330               | Công quốc Áo                               | Isabel xứ Aragón 3 người con                                                                                                 | Đồng cai trị cùng với em trai Leopold I cho đến khi ông mất. |
| Leopold I (4 tháng 8 năm 1290 – 28 tháng 2 năm 1326) | không khung | 1 tháng 5 năm 1308 – 28 tháng 2 năm 1326               | Công quốc Áo                               | Caterina xứ Savoia 2 người con                                                                                               | Đồng cai trị cùng với em trai Frederick I. |
| Albrecht II (12 tháng 12 năm 1298 – 16 tháng 8 năm 1358) | không khung | 13 tháng 1 năm 1330 – 16 tháng 8 năm 1358              | Công quốc Áo                               | Jeanne xứ Ferrette 6 người con                                                                                               | Đồng cai trị cùng với em trai Otto I. Ông cũng sát nhập xứ Kärnten và Krain vào những vùng đất nằm dưới quyền cai trị của nhà Habsburg. |
| Otto I (23 tháng 7 năm 1301 – 17 tháng 2 năm 1339) | không khung | 13 tháng 1 năm 1330 – 17 tháng 2 năm 1339              | Công quốc Áo                               | Elisabeth xứ Bayern 2 người con Anna xứ Bohemia Không có con                                                                 | Đồng cai trị cùng với anh trai Albrecht II. Hai người con còn nhỏ của ông là Friedrich (II) và Leopold (II) kế nhiệm ông trên vai trò là đồng công tước trên danh nghĩa của Áo (1339 – 1344). |
| Rudolf IV (1 tháng 11 năm 1339 – 27 tháng 7 năm 1365) | không khung | 16 tháng 8 năm 1358 – 27 tháng 7 năm 1365              | Công quốc Áo                               | Kateřina xứ Bohemia Không có con                                                                                             | Vào những năm 1538/1539, Rudolf IV ra lệnh "vẽ" ra một văn bản mang tên "Privilegium Maius", một văn bản giả mạo nhằm trao quyền cho các quân chủ Áo, sau khi "Sắc lệnh vàng" ban hành năm 1356 không đem lại một lợi ích lớn hơn nào cho nhà Habsburg. Ông là vị quân chủ đầu tiên tự phong mình làm Đại Công tước, tuy chức vụ này chỉ được sử dụng chính thức năm 1453. Ông cũng là người đầu tiên sát nhập vùng lãnh thổ Tirol vào trong những vùng đất nằm dưới sự kiểm soát của nhà Habsburg. |
| Privilegium Maius, một văn bản sắc lệnh giả mạo được Rudofl ban hành những năm 1538/1539, cố gắng bổ nhiệm các Công tước Áo vào một vị trí đặc biệt mang tên "Đại Công tước" (Erzherzog/Erzherzogin). Ernest Kẻ sắt đá và một số công tước Áo khác sử dụng tước xưng này, tuy nhiên không được các quận vương khác Đế quốc La Mã Thần thánh công nhận. Sau cái chết của Rudolf vào năm 1356, những người anh em của ông là Albert và Leopold kế thừa chức vụ, nhưng lại chia các vùng đất cai trị theo hiệp ước Neuburg năm 1379: - Albert, người lập ra nhánh Albertin, nhận đất Công quốc Áo, sau gọi là Hạ Áo. - Leopold, người lập ra nhánh Leopoldin, nhận đất Công quốc Krain, Kärnten, Steiermark (còn gọi chung là Nội Áo), Bá quốc Tirol, và đất Ngoại Áo. |             |                                                        |                                            | | |
| Albrecht III (9 tháng 9 năm 1349 – 29 tháng 8 năm 1395) | không khung | 27 tháng 7 năm 1365 – 25 tháng 9 năm 1379              | Công quốc Áo                               | Elisabeth của Bohemia Không có con Beatrix xứ Nürnberg 1 người con                                                           | |
| Albrecht III (9 tháng 9 năm 1349 – 29 tháng 8 năm 1395) | không khung | 25 tháng 9 năm 1379 – 29 tháng 8 năm 1395              | Hạ Áo                                      | Elisabeth của Bohemia Không có con Beatrix xứ Nürnberg 1 người con                                                           | |
| Leopold III (1 tháng 11 năm 1351 – 9 tháng 7 năm 1386) | không khung | 27 tháng 7 năm 1365 – 25 tháng 9 năm 1379              | Công quốc Áo                               | Verde Visconti 7 người con                                                                                                   | |
| Leopold III (1 tháng 11 năm 1351 – 9 tháng 7 năm 1386) | không khung | 25 tháng 9 năm 1379 – 9 tháng 7 năm 1386               | Nội Áo, Tirol và Ngoại Áo                  | Verde Visconti 7 người con                                                                                                   | |
| Wilhelm (c. 1370 – 15 tháng 7 năm 1406) | không khung | 9 tháng 7 năm 1386 – 15 tháng 7 năm 1406               | Nội Áo, Tirol và Ngoại Áo                  | Giovanna II xứ Napoli Không có con                                                                                           | Đồng cai trị cùng em trai Leopold IV và cũng đồng thời là nhiếp chính xứ Hạ Áo trong khoảng thời gian 1404 – 1406. |
| Leopold IV (c. 1371 – 3 tháng 6 năm 1411) | không khung | 9 tháng 7 năm 1386 – 3 tháng 6 năm 1411                | Ngoại Áo                                   | Catherine xứ Bourgogne Không có con                                                                                          | Giữ chức nhiếp chính xứ Hạ Áo trong khoảng thời gian 1404 – 1411. Sau sự phân chia diễn ra vào năm 1406 thì ông giữ phần lãnh thổ Ngoại Áo. |
| Albrecht IV (19 tháng 9 năm 1377 – 14 tháng 9 năm 1404) | không khung | 29 tháng 8 năm 1395 – 14 tháng 9 năm 1404              | Hạ Áo                                      | Johanna Sophie xứ Bayern 2 người con                                                                                         | |
| Albrecht V Dưới sự đồng nhiếp chính của Wilhelm và Leopold IV (1404–1411) (16 tháng 8 năm 1397 – 27 tháng 10 1439) | không khung | 14 tháng 9 năm 1404 – 27 tháng 10 1439                 | Hạ Áo                                      | Elisabeth xứ Luxemburg 4 người con                                                                                           | |
| Sau cái chết của Wilhelm năm 1406, những người anh em còn sống của ông mà thuộc nhánh Leopoldin quyết định tiếp tục chia những vùng đất mà ông có được. Cụ thể là: - Leopold giữ vùng Ngoại Áo, thừa hưởng từ anh trai Frederick.sau khi ông này mất. - Ernest, người sau này sáng lập nhánh Đại Leopoldin, nhận Nội Áo. - Frederick, người sáng lập nhánh Tiểu Leopodin, nhận Bá quốc Tirol và sau là Ngoại Áo. |             |                                                        |                                            | | |
| Ernst (1377 – 10 tháng 6 năm 1424) | không khung | 15 tháng 7 năm 1406 – 10 tháng 6 năm 1424              | Nội Áo                                     | Margarethe xứ Pomerania Không có con Cimburgis xứ Mazowieckie 9 người con                                                    | Ông tự gọi mình là Đại Công tước kể từ năm 1414. |
| Friedrich IV (1382 – 24 tháng 6 năm 1439) | không khung | 15 tháng 7 năm 1406 – 3 tháng 6 năm 1411               | Tirol                                      | Elisabeth xứ Pfalz 1 người con Anna xứ Braunschweig 4 người con                                                              | Giữ chức nhiếp chính vùng Nội Áo trong khoảng thời gian 1424–1435. |
| Friedrich IV (1382 – 24 tháng 6 năm 1439) | không khung | 3 tháng 6 năm 1411 – 24 tháng 6 năm 1439               | Tirol và Ngoại Áo                          | Elisabeth xứ Pfalz 1 người con Anna xứ Braunschweig 4 người con                                                              | Giữ chức nhiếp chính vùng Nội Áo trong khoảng thời gian 1424–1435. |
| Vị trí quân chủ trống (1439 – 1440) |             |                                                        |                                            | | |
| Ladislaus Dưới sự nhiếp chính của Friedrich V (1440 – 1452) (22 tháng 2 năm 1440 – 23 tháng 11 năm 1457) | không khung | 22 tháng 2 năm 1440 – 6 tháng 1 năm 1453               | Hạ Áo                                      | Không kết hôn | |
| Ladislaus Dưới sự nhiếp chính của Friedrich V (1440 – 1452) (22 tháng 2 năm 1440 – 23 tháng 11 năm 1457) | không khung | 6 tháng 1 năm 1453 – 23 tháng 11 năm 1457              | Đại Công tước Hạ Áo                        | Không kết hôn | |
| Siegmund Dưới sự nhiếp chính của Friedrich V (1439 – 1446) (26 tháng 10 năm 1427 – 4 tháng 3 năm 1496) | không khung | 24 tháng 6 năm 1439 – 6 tháng 1 năm 1453               | Tirol và Ngoại Áo                          | Eleanor của Scotland 1 người con Katharina xứ Sachsen Không có con                                                           | Năm 1490, ông nhường ngôi cho Đại Công tước Maximilian I, chấm dứt thời kỳ chia cắt nhà nước ở Áo. |
| Siegmund Dưới sự nhiếp chính của Friedrich V (1439 – 1446) (26 tháng 10 năm 1427 – 4 tháng 3 năm 1496) | không khung | 6 tháng 1 năm 1453 – 16 tháng 3 năm 1490               | Đại Công quốc Ngoại Áo và Bá quốc Tirol    | Eleanor của Scotland 1 người con Katharina xứ Sachsen Không có con                                                           | Năm 1490, ông nhường ngôi cho Đại Công tước Maximilian I, chấm dứt thời kỳ chia cắt nhà nước ở Áo. |
| Friedrich V Dưới sự nhiếp chính của Friedrich IV (1424 – 1435) (21 tháng 9 năm 1415 – 19 tháng 8 năm 1493) | không khung | 10 tháng 6 năm 1424 – 6 tháng 1 năm 1453               | Nội Áo                                     | Leonor của Bồ Đào Nha 6 người con                                                                                            | Đồng nhiếp chính cùng Albert VI cho đến khi ông này mất. Sau khi được bầu là Hoàng đế La Mã Thần thánh, ông thừa nhận chính thức tước vị Đại Công tước (Archduke) vào năm 1453. Sau đó không lâu thì ông chính thức thừa kế tước hiệu này. Trong khoảng thời gian từ năm 1485 đến năm 1490, Mátyás Corvin tranh chấp chức vụ Đại Công tước của Áo của ông do chiếm phần lớn nhà nước Áo trong giai đoạn này.                                                                                        |
| Friedrich V Dưới sự nhiếp chính của Friedrich IV (1424 – 1435) (21 tháng 9 năm 1415 – 19 tháng 8 năm 1493) | không khung | 6 tháng 1 năm 1453 – 23 tháng 11 năm 1457              | Đại Công quốc Nội Áo                       | Leonor của Bồ Đào Nha 6 người con                                                                                            | Đồng nhiếp chính cùng Albert VI cho đến khi ông này mất. Sau khi được bầu là Hoàng đế La Mã Thần thánh, ông thừa nhận chính thức tước vị Đại Công tước (Archduke) vào năm 1453. Sau đó không lâu thì ông chính thức thừa kế tước hiệu này. Trong khoảng thời gian từ năm 1485 đến năm 1490, Mátyás Corvin tranh chấp chức vụ Đại Công tước của Áo của ông do chiếm phần lớn nhà nước Áo trong giai đoạn này.                                                                                        |
| Friedrich V Dưới sự nhiếp chính của Friedrich IV (1424 – 1435) (21 tháng 9 năm 1415 – 19 tháng 8 năm 1493) | không khung | 23 tháng 11 năm 1457 – 16 tháng 3 năm 1490             | Đại Công quốc các xứ Hạ Áo và Nội Áo       | Leonor của Bồ Đào Nha 6 người con                                                                                            | Đồng nhiếp chính cùng Albert VI cho đến khi ông này mất. Sau khi được bầu là Hoàng đế La Mã Thần thánh, ông thừa nhận chính thức tước vị Đại Công tước (Archduke) vào năm 1453. Sau đó không lâu thì ông chính thức thừa kế tước hiệu này. Trong khoảng thời gian từ năm 1485 đến năm 1490, Mátyás Corvin tranh chấp chức vụ Đại Công tước của Áo của ông do chiếm phần lớn nhà nước Áo trong giai đoạn này.                                                                                        |
| Friedrich V Dưới sự nhiếp chính của Friedrich IV (1424 – 1435) (21 tháng 9 năm 1415 – 19 tháng 8 năm 1493) | không khung | 16 tháng 3 năm 1490 – 19 tháng 8 năm 1493              | Đại Công quốc Áo và xứ Tirol               | Leonor của Bồ Đào Nha 6 người con                                                                                            | Đồng nhiếp chính cùng Albert VI cho đến khi ông này mất. Sau khi được bầu là Hoàng đế La Mã Thần thánh, ông thừa nhận chính thức tước vị Đại Công tước (Archduke) vào năm 1453. Sau đó không lâu thì ông chính thức thừa kế tước hiệu này. Trong khoảng thời gian từ năm 1485 đến năm 1490, Mátyás Corvin tranh chấp chức vụ Đại Công tước của Áo của ông do chiếm phần lớn nhà nước Áo trong giai đoạn này.                                                                                        |
| Albrecht VI Dưới sự nhiếp chính của Friedrich IV (1424 – 1435) (18 tháng 12 năm 1418 – 2 tháng 12 năm 1463) | không khung | 10 tháng 6 năm 1424 – 6 tháng 1 năm 1453               | Nội Áo                                     | Mechthild xứ Pfalz Không có con                                                                                              | Đồng nhiếp chính cùng Friedrich V, tuy nhiên thỉnh thoảng ông cũng chống lại người anh trai của mình song song với việc chiếm đóng một số vùng đất mà ngày nay thuộc Thượng và Hạ Áo cho đến khi ông mất năm 1463. |
| Albrecht VI Dưới sự nhiếp chính của Friedrich IV (1424 – 1435) (18 tháng 12 năm 1418 – 2 tháng 12 năm 1463) | không khung | 6 tháng 1 năm 1453 – 27 tháng 11 năm 1457              | Đại Công quốc Nội Áo                       | Mechthild xứ Pfalz Không có con                                                                                              | Đồng nhiếp chính cùng Friedrich V, tuy nhiên thỉnh thoảng ông cũng chống lại người anh trai của mình song song với việc chiếm đóng một số vùng đất mà ngày nay thuộc Thượng và Hạ Áo cho đến khi ông mất năm 1463. |
| Albrecht VI Dưới sự nhiếp chính của Friedrich IV (1424 – 1435) (18 tháng 12 năm 1418 – 2 tháng 12 năm 1463) | không khung | 27 tháng 11 năm 1457 – 2 tháng 12 năm 1463             | Đại Công quốc các xứ Hạ Áo và Nội Áo       | Mechthild xứ Pfalz Không có con                                                                                              | Đồng nhiếp chính cùng Friedrich V, tuy nhiên thỉnh thoảng ông cũng chống lại người anh trai của mình song song với việc chiếm đóng một số vùng đất mà ngày nay thuộc Thượng và Hạ Áo cho đến khi ông mất năm 1463. |
| Maximilian I (22 tháng 3 năm 1459 – 12 tháng 1 năm 1519) | không khung | 19 tháng 8 năm 1493 – 12 tháng 1 năm 1519              | Đại Công quốc Áo                           | Marie xứ Bourgogne 3 người con Anna I xứ Breizh Không có con Bianca Maria Sforza Không có con                                | Năm 1490, ông được cha gửi cho quản lý các vùng lãnh thổ Ngoại Áo và xứ Tyrol. Sau khi ông kế thừa ngôi vị quân chủ Áo thì các vùng lãnh thổ này cũng tái sát nhập vào nhà nước Áo trở lại. |
| Karl I (24 tháng 2 năm 1500 – 21 tháng 9 năm 1558) | không khung | 12 tháng 1 năm 1519 – 21 tháng 4 năm 1521              | Đại Công quốc Áo                           | Isabel của Bồ Đào Nha 7 người con                                                                                            | Năm 1521, ông thoái vị, nhường chức vụ người đứng đầu nền quân chủ ở Áo cho em trai Ferdinand I, tuy nhiên ông vẫn đứng sau cai trị cùng người em trai cho đến tận năm 1556. |
| Ferdinand I Dưới sự nhiếp chính của Karl I (1521 – 1526) (10 tháng 3 năm 1503 – 25 tháng 7 năm 1564) | không khung | 21 tháng 4 năm 1521 – 25 tháng 7 năm 1564              | Đại Công quốc Áo                           | Anna Jagellonica 15 người con                                                                                                | |
| Năm 1564, sau khi Ferdinand I chết, Đại Công quốc lại tiếp tục bị phân chia thêm một lần nữa giữa các người con của ông: - Maximilian II nhận phần lãnh thổ trung tâm của Đại Công quốc, còn được biết đến với tên là Thượng và Hạ Áo. - Ferdinand II nhận phần lãnh thổ Tyrol và Ngoại Áo, tuy nhiên sau khi ông mất mà không có người nối dõi thi tái sát nhập lại với phần lãnh thổ do nhánh chính của Áo cai trị. - Karl II nhận phận Nội Áo. |             |                                                        |                                            | | |
| Maximilian II (31 tháng 7 năm 1527 – 12 tháng 10 năm 1576) | không khung | 25 tháng 7 năm 1564 – 12 tháng 10 năm 1576             | Thượng và Hạ Áo                            | María của Tây Ban Nha 16 người con                                                                                           | |
| Ferdinand II (14 tháng 6 năm 1529 – 24 tháng 1 năm 1595) | không khung | 25 tháng 7 năm 1564 – 24 tháng 1 năm 1595              | Ngoại Áo và Bá quốc Tirol                  | Philippine Welser 4 người con Anna Juliana Gonzaga 3 người con                                                               | Có con nhưng vì là con của quý tiện kết hôn nên không đủ điều kiện thừa kế, lãnh thổ sau trở về nhánh chính của người Áo cai trị. |
| Karl II (3 tháng 6 năm 1540 – 10 tháng 7 năm 1590) | không khung | 25 tháng 7 năm 1564 – 10 tháng 7 năm 1590              | Nội Áo                                     | Maria Anna xứ Bayern 15 người con                                                                                            | |
| Rudolf II (18 tháng 7 năm 1552 – 20 tháng 1 năm 1612) | không khung | 12 tháng 10 năm 1576 – 20 tháng 1 năm 1612             | Thượng và Hạ Áo                            | Không kết hôn | |
| Matthias (24 tháng 2 năm 1557 – 20 tháng 3 năm 1619) | không khung | 24 tháng 1 năm 1595 – 25 tháng 6 năm 1608              | Ngoại Áo và Bá quốc Tirol                  | Anna xứ Tirol Không có con                                                                                                   | |
| Matthias (24 tháng 2 năm 1557 – 20 tháng 3 năm 1619) | không khung | 25 tháng 6 năm 1608 – 26 tháng 6 năm 1612              | Ngoại Áo, Bá quốc Tirol và Thượng và Hạ Áo | Anna xứ Tirol Không có con                                                                                                   | |
| Matthias (24 tháng 2 năm 1557 – 20 tháng 3 năm 1619) | không khung | 26 tháng 6 năm 1612 – 2 tháng 11 năm 1618              | Thượng và Hạ Áo và Bá quốc Tirol           | Anna xứ Tirol Không có con                                                                                                   | |
| Matthias (24 tháng 2 năm 1557 – 20 tháng 3 năm 1619) | không khung | 2 tháng 11 năm 1618 – 20 tháng 3 năm 1619              | Ngoại Áo, Bá quốc Tirol và Thượng và Hạ Áo | Anna xứ Tirol Không có con                                                                                                   | |
| Maximilian III (12 tháng 10 năm 1558 – 2 tháng 11 năm 1618) | không khung | 26 tháng 6 năm 1612 – 2 tháng 11 năm 1618              | Ngoại Áo                                   | Không kết hôn | Giữ chức nhiếp chính xứ Nội Áo trong khoảng thời gian 1593 – 1595. |
| Albrecht VII (13 tháng 11 năm 1559 – 13 tháng 7 năm 1621) | không khung | 20 tháng 3 – 9 tháng 10 năm 1619                       | Thượng và Hạ Áo                            | Isabel Clara Eugenia Không có con                                                                                            | |
| Năm 1619, Đại Công tước Ferdinand III (đồng thời cũng là Hoàng đế của Đế quốc La Mã Thần thánh với tên hiệu là Ferdinand II) tái thống nhất nước Áo. Tuy vậy sau này ông lại chia Đại Công quốc Áo ra do hậu quả của Chiến tranh 30 năm : - Ferdinand giữ Hạ và Nội Áo. - Leopold, em trai Ferdinand, nhận vùng Thượng Áo (cùng với vùng Ngoại Áo và xứ Tirol). |             |                                                        |                                            | | |
| Ferdinand III Dưới sự nhiếp chính của Ernst của Áo (1590–1593) và Maximilian III (1593 – 1595) (9 tháng 7 năm 1578 – 15 tháng 2 năm 1637) | không khung | 10 tháng 7 năm 1590 – 20 tháng 3 năm 1619 (?)          | Nội Áo                                     | Maria Anna xứ Bayern 7 người con Eleonora Gonzaga Không có con                                                               | |
| Ferdinand III Dưới sự nhiếp chính của Ernst của Áo (1590–1593) và Maximilian III (1593 – 1595) (9 tháng 7 năm 1578 – 15 tháng 2 năm 1637) | không khung | 20 tháng 3 năm 1619 (?) – sau ngày 29 tháng 4 năm 1623 | Đại Công quốc Áo                           | Maria Anna xứ Bayern 7 người con Eleonora Gonzaga Không có con                                                               | |
| Ferdinand III Dưới sự nhiếp chính của Ernst của Áo (1590–1593) và Maximilian III (1593 – 1595) (9 tháng 7 năm 1578 – 15 tháng 2 năm 1637) | không khung | Sau ngày 29 tháng 4 năm 1623 – 15 tháng 2 năm 1637     | Hạ Áo và Nội Áo                            | Maria Anna xứ Bayern 7 người con Eleonora Gonzaga Không có con                                                               | |
| Leopold V (9 tháng 10 năm 1586 – 13 tháng 9 năm 1632) | không khung | Sau ngày 29 tháng 4 năm 1623 – 13 tháng 9 năm 1632     | Thượng Áo                                  | Claudia de' Medici 5 người con                                                                                               | Ông từ bỏ các giáo khu mà mình quản lý (Passau và Strasbourg) khi nhận lấy tước vị Đại Công tước nhằm kết hôn và sinh con. |
| Ferdinand Karl Dưới sự nhiếp chính của Claudia de' Medici (1626 – 1646) (17 tháng 5 năm 1628 – 30 tháng 12 năm 1662) | không khung | 13 tháng 9 năm 1632 – 30 tháng 12 năm 1662             | Thượng Áo                                  | Anna de' Medici 2 người con                                                                                                  | |
| Ferdinand IV (13 tháng 7 năm 1608 – 2 tháng 4 năm 1657) | không khung | 15 tháng 2 năm 1637 – 2 tháng 4 năm 1657               | Hạ Áo và Nội Áo                            | María Ana của Tây Ban Nha 6 người con Maria Leopoldine của Áo 1 người con Eleonora Gonzaga 4 người con                       | |
| Sigismund Francis (27 tháng 11 năm 1630 – 25 tháng 6 năm 1665) | không khung | 30 tháng 12 năm 1662 – 25 tháng 6 năm 1665             | Thượng Áo                                  | Hedwig xứ Sulzbach Không có con                                                                                              | Khi ông mất mà không có con nối dõi, phần lãnh thổ ông có được quay trở về với nhánh chính cai trị Áo. |
| Leopold VI (9 tháng 6 năm 1640 – 5 tháng 5 năm 1705) | không khung | 2 tháng 4 năm 1657 – 25 tháng 6 năm 1665               | Hạ Áo và Nội Áo                            | Margarita Teresa của Tây Ban Nha 4 người con Claudia Felizitas của Áo 2 người con Eleonore Magdalene xứ Neuburg 10 người con | Năm 1665, ông tái thống nhất nước Áo thêm một lần nữa. |
| Leopold VI (9 tháng 6 năm 1640 – 5 tháng 5 năm 1705) | không khung | 25 tháng 6 năm 1665 – 5 tháng 5 năm 1705               | Đại Công quốc Áo                           | Margarita Teresa của Tây Ban Nha 4 người con Claudia Felizitas của Áo 2 người con Eleonore Magdalene xứ Neuburg 10 người con | Năm 1665, ông tái thống nhất nước Áo thêm một lần nữa. |
| Josef I (26 tháng 6 năm 1678 – 17 tháng 4 năm 1711) | không khung | 5 tháng 5 năm 1705 – 17 tháng 4 năm 1711               | Đại Công quốc Áo                           | Wilhelmine Amalie xứ Braunschweig 3 người con                                                                                | |
| Karl III (1 tháng 10 năm 1685 – 20 tháng 10 năm 1740) | không khung | 17 tháng 4 năm 1711 – 20 tháng 10 năm 1740             | Đại Công quốc Áo                           | Elisabeth Christine 4 người con                                                                                              | |
| Maria Theresia Dưới sự nhiếp chính của Franz I Stefan (1740 – 1765) và Joseph II (1760 – 1780) (13 tháng 5 năm 1717 – 29 tháng 11 năm 1780) | không khung | 20 tháng 10 năm 1740 – 29 tháng 11 năm 1780            | Đại Công quốc Áo                           | 16 người con | |
| Franz I Stefan Dưới sự nhiếp chính của Maria Theresia (1740 – 1765) (8 tháng 12 năm 1708 – 18 tháng 08 năm 1765) | không khung | 21 tháng 11 năm 1740 – 18 tháng 8 năm 1765             | Đại Công quốc Áo                           | 16 người con | |

### Nhà Habsburg-Lothringen
Năm 1780, Maria Theresia mất, đồng nghĩa với việc toàn bộ nhánh chính (theo dòng nam) của nhà Habsburg đang cai trị Áo tuyệt tự. Thay vào đó, một nhánh phụ của nhà Habsburg lên nắm quyền cai trị nước Áo. Nhánh này là sự kết hợp từ dòng nữ từ nhà Habsburg và dòng nam của nhánh Vaudémont thuộc nhà Lorraine dưới quyền Josef II của Áo.
| Tên         | Chân dung   | Sinh – mất                                 | Thời gian cai trị                         | Hôn nhân |
| ----------- | ----------- | ------------------------------------------ | ----------------------------------------- | --- |
| Josef II    | không khung | 13 tháng 3 năm 1741 – 20 ☢tháng 2 năm 1790 | 18 tháng 8 năm 1765 – 20 tháng 2 năm 1790 | Isabel của Parma 2 người con Maria Josepha xứ Bayern Không có con |
| Leopold VII | không khung | 5 tháng 5 năm 1747 – 1 tháng 3 năm 1792    | 20 tháng 2 năm 1790 – 1 tháng 3 năm 1792  | María Luisa của Tây Ban Nha 16 người con |
| Franz II    | không khung | 2 tháng 12 năm 1768 – 2 tháng 3 năm 1835   | 1 tháng 3 năm 1792 – 6 tháng 8 năm 1806   | Elisabeth xứ Württemberg 1 người con Maria Teresa của Napoli và Sicilia 12 người con Maria Ludovika Beatrix của Áo-Este Không có con Karoline Auguste của Bayern Không có con |

## Hoàng đế Áo
Năm 1804, Franz II tự tuyên bố danh hiệu Hoàng đế Áo. tuy nhiên vẫn giữ chức Hoàng đế La Mã Thần thánh. 2 năm sau, chức vụ Hoàng đế La Mã kết thúc do sự giải thể của Đế quốc La Mã Thần thánh.
| Tên           | Chân dung   | Sinh – mất                                 | Thời gian cai trị                          | Hôn nhân |
| ------------- | ----------- | ------------------------------------------ | ------------------------------------------ | --- |
| Franz I       | không khung | 2 tháng 12 năm 1768 – 2 tháng 3 năm 1835   | 11 tháng 8 năm 1804 – 2 tháng 3 năm 1835   | Elisabeth xứ Württemberg 1 người con Maria Teresa của Napoli và Sicilia 12 người con Maria Ludovica xứ Áo-Este Không có con Karoline Auguste của Bayern Không có con |
| Ferdinand I   | không khung | 19 tháng 4 năm 1793 – 29 tháng 6 năm 1875  | 2 tháng 3 năm 1835 – 2 tháng 12 năm 1848   | Maria Anna xứ Savoia Không có con |
| Franz Josef I | không khung | 18 tháng 8 năm 1830 – 21 tháng 11 năm 1916 | 2 tháng 12 năm 1848 – 21 tháng 11 năm 1916 | Elisabeth xứ Bayern 4 người con |
| Karl I        | không khung | 17 tháng 8 năm 1887 – 1 tháng 4 năm 1922   | 21 tháng 11 năm 1916 – 5 tháng 11 năm 1918 | Zita của Borbone-Parma 8 người con |

## Những người đòi yêu sách ngai vàng Áo của nhà Habsburg (từ năm 1918)
Năm 1919, Đế quốc Áo bị giải thể thành 5 quốc gia: Cộng hòa Áo-Đức (sau là cộng hòa Áo); Tiệp Khắc; vương quốc Hungary; nhà nước của người Serb, Slovak và người Croatia (sau sát nhập vào Nam Tư). Karl I nhận ra điều này từ lâu nên cùng Zita trốn ra nước ngoài trước đó gần 1 năm. Sau khi nền cộng hòa đệ nhất ở Áo được thành lập, chính phủ Áo ra lệnh cấm những thành viên của nhà Habsburg quay trở lại Áo nếu họ còn có ý định tuyên bố ngôi vương ở Áo (phải đến sau này lệnh cấm mới bị bãi bỏ). Karl I cũng có hai lần định lên ngôi ở vương quốc Hungary nhưng thất bại. Các dòng nam của nhà Habsburg tiếp tục trở thành những người kế vị trên danh nghĩa hoàng đế Áo. Hiện người đang giữ chức này là Karl von Habsburg, con trai trưởng của Otto von Habsburg. Còn người gần nhất thừa kế chức vụ trên danh nghĩa này của nhà Habsburg hiện đang là Ferdinand Zvonimir von Habsburg, hiện đang là một tay đua xe mô tô mang quốc tịch Áo.
| Tên                | Chân dung   | Sinh – mất                                | Thời gian cai trị                        | Hôn nhân                                                                               |
| ------------------ | ----------- | ----------------------------------------- | ---------------------------------------- | -------------------------------------------------------------------------------------- |
| Karl I             | không khung | 17 tháng 8 năm 1887 – 1 tháng 4 năm 1922  | 5 tháng 11 năm 1918 – 1 tháng 4 năm 1922 | Zita của Borbone-Parma 8 người con                                                     |
| Đại Công tước Otto | không khung | 20 tháng 11 năm 1912 – 1 tháng 1 năm 2007 | 1 tháng 4 năm 1922 – 1 tháng 1 năm 2007  | Regina von Habsburg 7 người con                                                        |
| Đại Công tước Karl | không khung | Sinh 11 tháng 1 năm 1961                  | 1 tháng 1 năm 2007 – nay                 | Francesca Thyssen-Bornemisza 3 người con Christian Nicolau de Almeida Reid Chưa có con |